# Oliver Harvey
 (avril 2020).
Si vous disposez d'ouvrages ou d'articles de référence ou si vous connaissez des sites web de qualité traitant du thème abordé ici, merci de compléter l'article en donnant les références utiles à sa vérifiabilité et en les liant à la section « Notes et références ».
Oliver Harvey, né le 28 août 1993 à Hamilton, est un footballeur international bermudien jouant au poste de défenseur central.

## Biographie

### En sélection
En juin 2019, il est retenu par le sélectionneur Kyle Lightbourne afin de participer à la Gold Cup organisée aux États-Unis, en Jamaïque et au Costa Rica.